# Paula Reinhard
Paula Reinhard (* 11. März 1850 in Ehrenbreitstein; † 18. Juni 1908 in Pfaffendorf) war eine katholische Mäzenatin und Klostergründerin.

## Leben

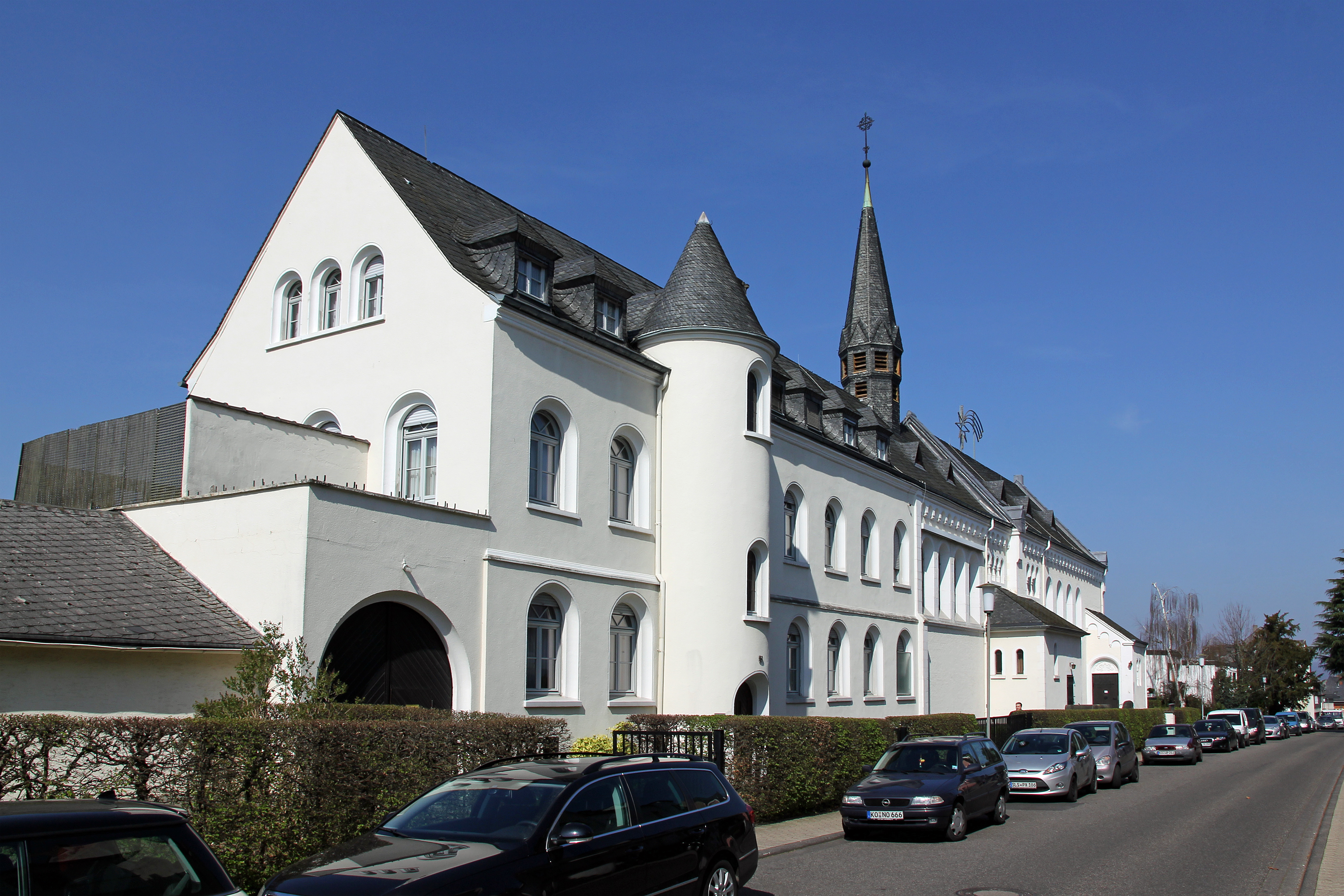
Das von Paula Reinhard gegründete Kloster Bethlehem in Koblenz

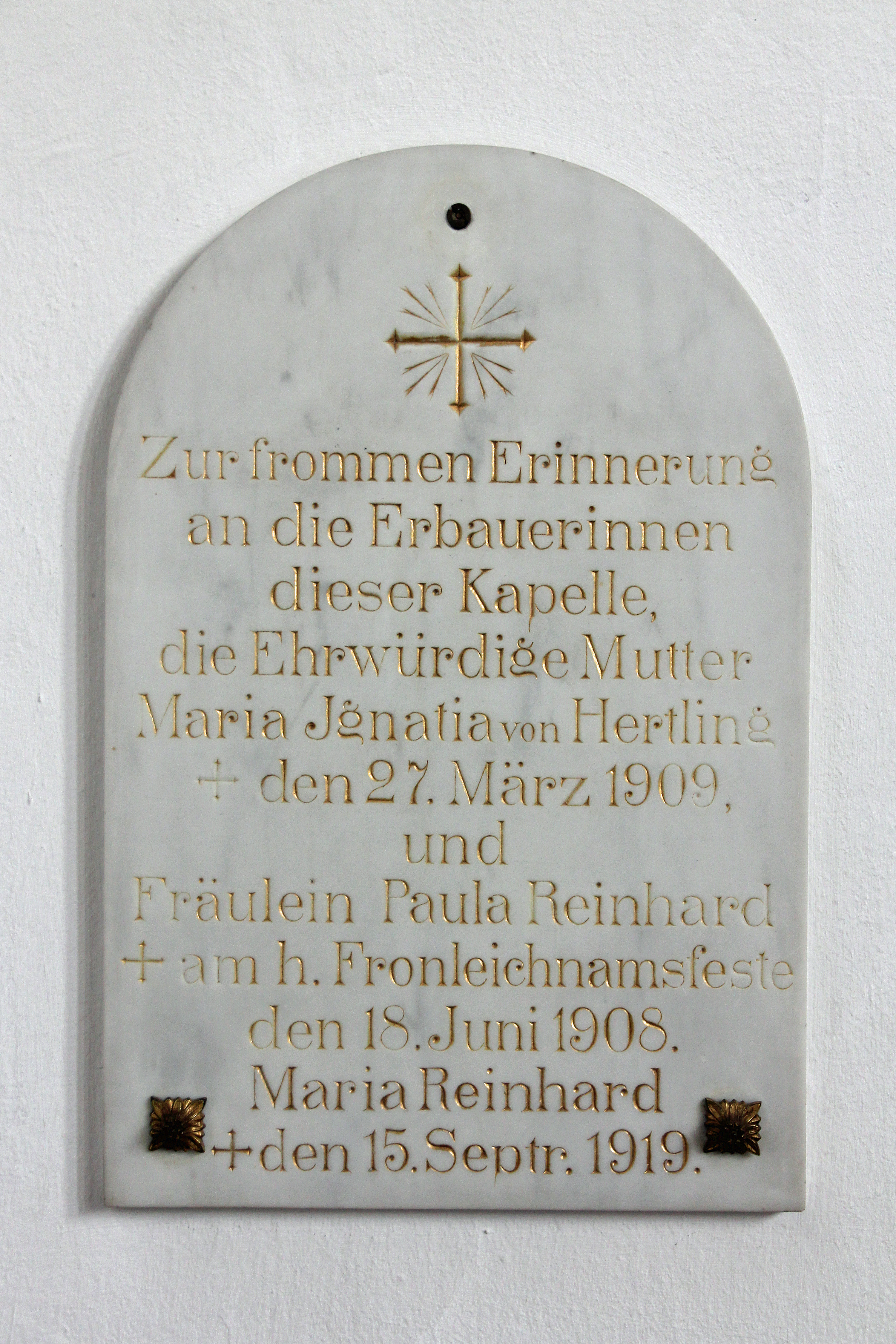
Erinnerungsplatte in der Klosterkirche

Paula Reinhard war die zweite Tochter des aus Essen stammenden Justizrats, Laientheologen und Schriftstellers Franz Reinhard (1814–1893) und seiner Ehefrau Pauline Mittweg (1827–1850). Aufgewachsen in einem katholisch geprägten Elternhaus begeisterte sie sich früh für die Ideale des heiligen Franz von Assisi. Ein geplanter Eintritt in das 1860 in Mainz gegründete Kloster der Kapuzinerinnen von der Ewigen Anbetung blieb ihr aus gesundheitlichen und familiären Gründen verwehrt. Die Sehnsucht nach einem Klosterleben hielt ein Leben lang und führte bei Paula Reinhard, die 1872 als Terziarin in den Dritten Orden des Heiligen Franziskus eintrat, zu einem klösterlich ausgerichteten Leben im Alltag. Dazu gehörten Breviergebet, regelmäßiger Empfang der Sakramente und Exerzitien sowie Begleitung durch einen geistlichen Seelenführer.
1866 und 1870–1871 Hilfe bei der Verwundetenpflege in einem Koblenzer Militärlazarett und Auszeichnung mit der Kriegs-Denkmünze in Stahl für Nicht-Combattanten am Bande. Danach in der ambulanten Kranken- und Armenpflege und im Besuchsdienst für weibliche Strafgefangene in Koblenz und Siegburg tätig. In Ehrenbreitstein „Engel des Tales“ genannt. Wallfahrten und Reisen nach Belgien, Frankreich, Österreich und Italien.
Das nicht unbeträchtliche Familienvermögen setzte sie zusammen mit ihrer Schwester Maria Reinhard (1848–1919) schwerpunktmäßig für zwei Klostergründungen ein:
- 1893 Gründung des Pallottinerklosters in Ehrenbreitstein (in ihrem Elternhaus eingerichtet)
- 1904 Gründung des Klosters Bethlehem in Pfaffendorf

Erste Oberin im Kloster Bethlehem der Kapuzinerklarissen von der Ewigen Anbetung wurde die aus Mainz dorthin übersiedelte Ignatia von Hertling, Cousine des späteren Deutschen Reichskanzlers Georg von Hertling. Paula und ihre Schwester Maria lebten seit der Gründung in der mit dem Kloster verbundenen „Villa Emmaus“ und hatten so leichten Zugang zu Gottesdiensten in der Klosterkirche. Weitere  großzügige finanzielle Unterstützung erhielten die Koblenzer Pfarreien und verschiedene andere Klöster. Das auf ihre Initiative hin eingerichtete Pallotinerkloster in Ehrenbreitstein war in ihrem Elternhaus untergebracht.
Paula Reinhard starb im Alter von 58 Jahren am 18. Juni 1908 nach langer Krankheit in ihrem Wohnhaus („Villa Emmaus“) in Koblenz-Pfaffendorf und wurde zunächst auf dem dortigen Friedhof in der Familiengrabstätte beigesetzt. 1968 Überführung auf den Friedhof von Kloster Bethlehem.